# Communauté de communes du Porhoët
Die Communauté de communes du Porhoët ist ein ehemaliger französischer Gemeindeverband mit der Rechtsform einer Communauté de communes im Département Morbihan in der Region Bretagne, dessen Einzugsgebiet im Nordosten des Départements lag. Der am 29. Dezember 1999 gegründete Gemeindeverband bestand aus sechs Gemeinden, sein Verwaltungssitz befand sich in dem Ort La Trinité-Porhoët.

## Aufgaben
Zu den vorgeschriebenen Kompetenzen gehörten die Entwicklung und Förderung wirtschaftlicher Aktivitäten und des Tourismus sowie die Raumplanung auf Basis eines Schéma de Cohérence Territoriale. Der Gemeindeverband betrieb außerdem die Abwasserentsorgung.

## Historische Entwicklung
Mit Wirkung vom 1. Januar 2017 fusionierte der Gemeindeverband mit der Josselin Communauté, der Ploërmel Communauté (vor 2017) und der Communauté de communes de Mauron en Brocéliande und bildete so eine Nachfolgeorganisation, die ebenfalls den Namen Ploërmel Communauté annahm, jedoch eine andere Rechtspersönlichkeit darstellt.

## Ehemalige Mitgliedsgemeinden
Folgende sechs Gemeinden gehören der Communauté de communes du Porhoët an:
| Gemeinde                       | Einwohner 1. Januar 2022 | Fläche km² | Dichte Einw./km² | Code INSEE | Postleitzahl |
| ------------------------------ | ------------------------ | ---------- | ---------------- | ---------- | ------------ |
| Évriguet                       | 210                      | 4,98       | 42               | 56056      | 56490        |
| Guilliers                      | 1.352                    | 35,14      | 38               | 56080      | 56490        |
| Ménéac                         | 1.478                    | 68,22      | 22               | 56129      | 56490        |
| Mohon                          | 988                      | 37,83      | 26               | 56134      | 56490        |
| Saint-Malo-des-Trois-Fontaines | 562                      | 16,19      | 35               | 56227      | 56490        |
| La Trinité-Porhoët             | 667                      | 12,70      | 53               | 56257      | 56490        |